# Марттинен, Альпо
Альпо Куллерво Марттинен (фин. Alpo Kullervo Marttinen; 4 ноября 1908, Алаторнио, Великое княжество Финляндское — 20 декабря 1975, США) — финский военный деятель, полковник. Во время Второй мировой войны служил в финской армии. После войны эмигрировал в Соединённые Штаты Америки и служил офицером в армии США.

## Ранняя жизнь
Родился в семье кондуктора. Получив патриотическое и христианское воспитание, долго колебался между церковной и военной карьерой, но после окончания в 1927 году университета всё же решил стать офицером; его братья Эйнар и Олли стали, соответственно, егерем и викарием. Марттинен состоял членом Академического общества Карелии.

## Участие во Второй мировой войне
В 1942 году Марттинен командовал 61-м пехотным полком. В 1944 году он руководил обороной Тинхаара к северо-западу от Выборга, одержав в сражении под этим населённым пунктом победу над советскими войсками, что замедлило их продвижение. Вскоре после этого он был произведён в полковники, а 4 декабря 1944 года был награждён Крестом Маннергейма 2-го класса.
Марттинен был одной из ключевых фигур в устройстве тайников с оружием, когда по всей стране на случай советского вторжения финской армией было спрятано большое количество оружия. Солдаты, участвующие в этой акции, были вынуждены покинуть Финляндию, так как после заключения в 1944 году Московского перемирия сокрытие оружия становилось уголовным преступлением. Эти солдаты, которые в основном бежали в США и стали служить в армии этой страны, впоследствии были названы «люди Марттинена».

## Последующая жизнь
Марттинен сначала бежал в Швецию — в 1945 году с помощью своего бывшего подчинённого, офицера Гарри Ярва. Через год Марттинен и его семья переехали в США. Он служил в армии США с 1947 по 1968 год, сначала в качестве специалиста и инструктора по ведению боевых действий зимой, а затем сотрудника Генштаба в США, Западной Германии и Южной Корее. При этом формально он был в 1947 году зачислен в американскую армию рядовым, в 1948 году получил звание капрала, в 1951 году старшего лейтенанта, в 1961 году полковника. Последние три года своей военной карьеры Марттинен занимал должность военного советника в Иране. Он был выпускником Командно-штабного колледжа армии США (1950) и Военного колледжа армии США (1963). Мартиннен получил американское гражданство в 1951 году, в 1968 году вышел в отставку. Существует информация, что после выхода Марттинена в отставку президент Финляндии Урхо Кекконен хотел пригласить его вернуться на родину, но, чтобы не портить отношения с СССР, не стал делать этого, а в 1974 году Марттинен даже был официально объявлен персоной нон грата в Финляндии.
Марттинен умер 20 декабря 1975 года в Фоллс-Чёрч, штат Вирджиния, и был похоронен на национальном кладбище Форт-Ливенворт. У него было три сына. Его старший сын, Пекка Марттинен (1933—1958), служил лейтенантом во 2-м атакующем кавалерийском полку. Он был убит в результате случайного артиллерийского выстрела в Графенвёре, Германия.
В 2008 году в одной из казарм военного округа Вааса, которым Марттинен руководил в 1945—1946 годах, была открыта мемориальная доска в его честь.